# Pseudoanthidium katbergense
Pseudoanthidium katbergense là một loài Hymenoptera trong họ Megachilidae. Loài này được Mavromoustakis mô tả khoa học năm 1940.